# Matra Rancho
Matra Rancho, eller Matra-Simca Rancho, är en bilmodell tillverkad av det franska företaget Matra i samarbete med Simca. 
Modellen, som är av LAV-typ och en av de första i sitt slag, det vill säga med en förhöjd kombikaross som för tankarna till terrängfordon, formgavs av Antonis Volanis. Rancho presenterades 1977 och byggde tekniskt på pickupversionen av småbilen Simca 1100 och var, trots sitt terrängliknande utseende, endast framhjulsdriven. Delar av karossen var tillverkade i glasfiber. Motorn var en 1,4 liters bensinmotor på 80 hk, kopplad till en fyrväxlad manuell växellåda. 
Modellen blev snabbt populär i hemlandet Frankrike och såldes även i Sverige där den fick smeknamnet Discojeepen. Den såldes i ett par hundra exemplar. När PSA Peugeot Citroën-gruppen 1978 köpte Simca bytte modellen namn till Talbot Matra Rancho och såldes under detta namn fram till 1984 då tillverkningen lades ned. Då hade totalt 57 792 Rancho tillverkats.
Modellen i sig fick ingen ersättare. Matra utvecklade en bil som skulle vara funktionell och inte skulle rosta. Man tog tillverkningsmetoden ifrån Matra Bagheera med plastklätt varmgalvaniserat chassi. Resultatet blev Espace. Innan den lanserades köptes Matra upp av PSA-koncernen som ratade modellen och därför blev Espace, den tilltänkta efterföljaren till Rancho, aldrig en Matra utan en Renault

## Versioner
- Grand Raid
- Rancho X
- Découvrable (semicabriolet)
- Rancho AS (skåpbilsversion utan baksäte)